# NGC 141
NGC 141은 물고기자리 방향에 있는 막대나선은하이다.